# Helena bułgarska
Helena (bułg. trb. Elena, Елена, serb. Јелена, Jelena; ur. ok. 1315, zm. 7 listopada 1374) – bułgarska księżniczka, siostra Iwana Aleksandra, caryca Serbii, żona Stefana Urosza IV Duszana, regentka Serbii w latach 1355–1356.

## Życiorys
Była córką Sracimira i Keracy Petricy, potomkinią trzech prestiżowych średniowiecznych rodów rządzących Bałkanami. Matka Heleny była wnuczką cara Iwana Asena II i jego żony Ireny Komneny Dukainy. Helena miała trzech braci (Iwana Aleksandra, Jana Komnena Asena, Michała) i siostrę Teodorę. Prawnuczką Heleny była Anna Filantropenos.
W ramach sojuszu, porozumienia pokojowego cara bułgarskiego Iwana Aleksandra z carem Serbii Stefanem Uroszem IV Duszanem, podpisanego w 1332, Helena – najprawdopodobniej 26 kwietnia 1332 – została wydana na drugiego z nich. Została wysłana na serbski dwór w towarzystwie siostry Teodory. Dawniej błędnie zakładano, że małżeństwo miało miejsce w Wielkanoc (19 kwietnia), jednak w Kościele prawosławnym małżeństwa nie są w ten dzień zawierane. Potem małżonkowie zamieszkali na dworze królewskim w Skopje.

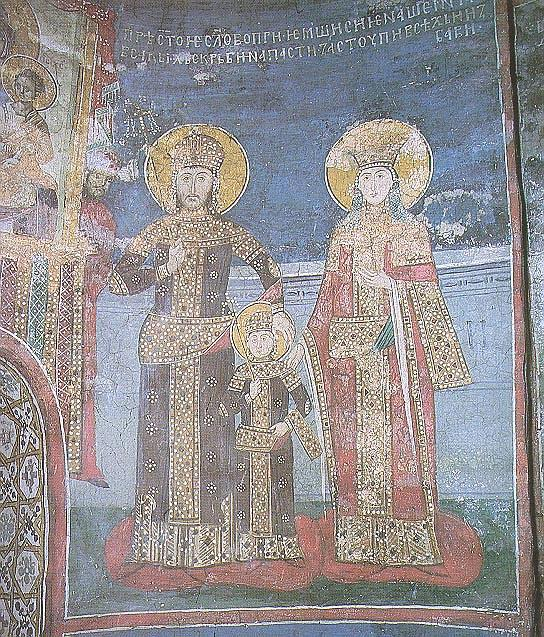
Car Stefan Urosz IV Duszan, caryca Helena i ich syn Urosz

Przez pierwsze pięć lat małżeństwa nie dała mężowi męskiego potomka, więc ten, pod naciskiem otoczenia, rozpoczął negocjacje z cesarzem niemieckim o rękę jednej z jego córek. W trakcie negocjacji, w 1337, Helena urodziła następcę tronu Urosza. Później urodziła dwie córki, z których jedna miała na imię Irina. Według Johna V.A. Fine'a Irina była żoną Preljuba, serbskiego arystokraty, wojewody Tesalii. Narodziny następcy tronu wpłynęły na prestiż Heleny na dworze serbskim oraz przychylność męża wobec jej krewnych. Chcąc jednak zapewnić tron synowi, Helena potrafiła odwrócić się od brata w imię interesów nowej ojczyzny. W 1347 Helena z mężem i synem odwiedzili Górę Athos. Hojnie obdarowali miejscowy klasztor. Helena była pierwszą kobietą, która pojawiła się na zakazanym kobietom terytorium góry.
Helena w 1350 zamieszkała w Republice Weneckiej. Prawdopodobnie była to forma podziękowania Wenecji za współdziałanie Serbii.
Po śmierci męża, w imieniu syna, była w latach 1355–1356 regentką Serbii. Po 1355 podporządkowała sobie wiele ziem i miast. Nie brała czynnego udziału w walce o serbski tron pomiędzy synem a carem Symeonem Siniszą. Odziedziczyła po mężu część ziem bułgarskich między dolnym Wardarem, a Mestą. Otrzymała także Półwysep Chalcydycki. Dwór zorganizowała w Seres.
W 1356 wstąpiła do monasteru, przyjmując imię zakonne Elżbieta (serb. Јелисавета – Jelisaveta). Nadal odgrywała ważną rolę w polityce, zarządzając regionem Seres do 1365. Z tego okresu (przed 1360) pochodzą freski w cerkwi w wiosce Matejcach koło Kumanowa. Na drzewie genealogicznym na freskach Helena, jej syn i prawdopodobnie siostra Heleny są przedstawieni (w przeciwieństwie do wszystkich innych drzew genealogicznych dynastii serbskiej) jako potomkowie rodu Asenowiczów-Komnenów, nie dynastii Nemaniczów.

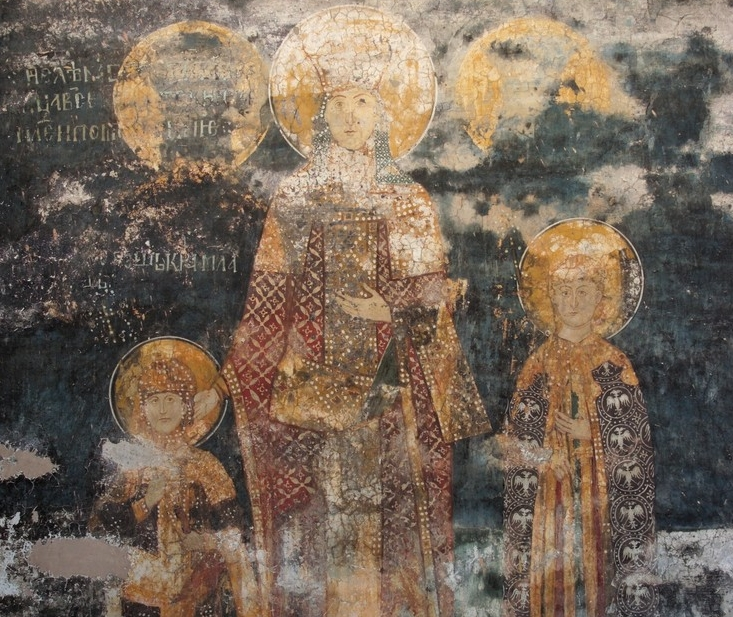
Caryca Helena, Urosz I i Symeon Sinisza

Do 1360 Helena była wymieniana w państwowych dokumentach jako władczyni na równo z synem. Po grudniu 1355 wybito monety z jej wizerunkiem. Uczestniczyła w posiedzeniach zgromadzenia sejmowego w Skopje wiosną 1357. W latach 1360–1361 była wymieniana w dokumentach jako całkowicie niezależna władczyni Seres. Nie później niż w listopadzie 1360 Helena zaczęła prowadzić niezależną politykę w regionie Siarki. Secesja była naturalnym etapem procesu rozpadu Serbii. Do 1365 Helena wprowadziła w Siar m.in. bizantyjską instytucję „sędziów powszechnych”. W latach 1360–1361 księstwo Heleny miało w pełni ugruntowaną strukturę państwową. Było dobrze zorganizowanym państwem feudalnym, które przed 1365 zostało zauważone na arenie międzynarodowej. Wiosną lub latem 1364 do Siar przybyła bizantyjska delegacja pod przewodnictwem patriarchy Kaliksta. Misja była nieoficjalna, a celem było zakończenie wrogości między Bizancjum i jego księstwem oraz wspólnej walki przeciwko przybyszom osmańskim w Tracji. Bizantyjczycy szukali pomocy nie u serbskiego władcy, ale u Heleny. Powitanie, którego zgotowała patriarsze, świadczyło o tym, że pomysł zakończenia schizmy z Kościołem bizantyjskim był jej bliski. Choć w pewnym momencie wycofała się z życia politycznego, nadal odgrywała ważną rolę. Nadzorowała odbudowę i renowację kilku wspólnot monastycznych.
Ostatnie informacje o panowaniu Heleny w Siar pochodzą z sierpnia 1365. Między 1360/1361 a sierpniem 1365 wydała serię z monet ze współrządcą syna, Vukašinem Mrnjavčevićem. Według badaczy to znak, że władca ten zyskał pozycję dzięki wsparciu Heleny, a może zawdzięczał tytuł łasce dawnej carycy. Helena pozostała w Siar najpóźniej do lata 1367. W sierpniu tego roku była wzmiankowana w dokumentach wydanych w Dubrowniku. Prawdopodobnie w tym czasie przebywała na dworze syna lub w dobrach zięcia.
Została pochowana obok męża, na terenie monasteru Świętych Archaniołów w pobliżu Prizrenu.